# Lista odcinków serialu Scenki z życia
Poniżej znajduje się lista odcinków serialu telewizyjnego Scenki z życia – emitowanego przez amerykańską stację telewizyjną  CBS od 21 września 2015 roku do 11 lipca 2019 roku. Powstały 4 sezony, które łącznie składają się z 79 odcinków. W Polsce serial jest emitowany od 8 marca 2016 roku do 17 sierpnia 2019  roku przez Fox Comedy.
| Sezon | Sezon | Odcinki    | Oryginalna emisja CBS | Oryginalna emisja CBS | Pierwsza emisja w Polsce Fox Comedy | Pierwsza emisja w Polsce Fox Comedy | Pierwsza emisja w Polsce Fox Comedy |
| Sezon | Sezon | Odcinki    | Premiera sezonu       | Finał sezonu          | Premiera sezonu                     | Finał sezonu                        |                                     |
| ----- | ----- | ---------- | --------------------- | --------------------- | ----------------------------------- | ----------------------------------- | ----------------------------------- |
|       | 1.    | 1–22 (22)  | 21 września 2015      | 31 marca 2016         | 8 marca 2016                        | 17 maja 2016                        |                                     |
|       | 2.    | 23–46 (24) | 27 października 2016  | 11 maja 2017          | 21 grudnia 2016                     | 30 lipca 2017                       |                                     |
|       | 3.    | 47–68 (22) | 2 listopada 2017      | 17 maja 2018          | 4 marca 2018                        | 20 maja 2018                        |                                     |
|       | 4.    | 69–81 (13) | 18 kwietnia 2019      | 11 lipca 2019         | 6 lipca 2019                        | 17 sierpnia 2019                    |                                     |

## Sezon 1 (2015/2016)
| Nr | #  | Tytuł                                                                                       | Reżyseria           | Scenariusz          | Premiera CBS         | Premiera FOX Comedy |
| -- | -- | ------------------------------------------------------------------------------------------- | ------------------- | ------------------- | -------------------- | ------------------- |
| 1  | 1  | ' Pierwsza randka/Poród/Wizyta w college’u/Pogrzeb' Pilot                                   | Jason Winer         | Justin Adler        | 21 września 2015     | 8 marca 2016        |
| 2  | 2  | 'Przerwany seks/Druga randka/Karmienie piersią/Przeprowadzka' Interruptus Date Breast Movin | Jason Winer         | Justin Adler        | 28 września 2015     | 8 marca 2016        |
| 3  | 3  | 'Brak snu/E-mail/Poznaj moją rodzinę/Drzewo' Sleepy Email Brunch Tree                       | Jason Winer         | Justin Adler        | 5 października 2015  | 15 marca 2016       |
| 4  | 4  | 'Więzienie/Trójkąt/Nowe łóżka/Golf' Prison Baby Golf Picking                                | Jason Winer         | Justin Adler        | 12 października 2015 | 15 marca 2016       |
| 5  | 5  | 'Dziewczyna Tylera/Tajemnica/Komórka/Zarazki' Baby Secret Phone Germs                       | Claire Scanlon      | Rolin Jones         | 19 października 2015 | 22 marca 2016       |
| 6  | 6  | ' Piramida/Seks/Paryż/Urodziny Sam' Puppet Bounce Paris Sex                                 | Lesley Wake Webster | Jason Winer         | 5 listopada 2015     | 22 marca 2016       |
| 7  | 7  | 'Niania/Pod namiotem/Kolczyki/Cheeto' Earrings Milkshake Nanny Tent                         | Jason Winer         | Elizabeth Tippet    | 12 listopada 2015    | 29 marca 2016       |
| 8  | 8  | 'Chrzestny/Indyk/Labirynt/Nie do powstrzymania' Godparent Maze Mexican Farts                | Chad Lowe           | Maggie Mull         | 19 listopada 2015    | 29 marca 2016       |
| 9  | 9  | Hospital Namaste Time-Out Boudoir                                                           | Fred Goss           | Alex Sulkin         | 26 listopada 2015    | 5 kwietnia 2016     |
| 10 | 10 | 'Kłótnia/Wazektomia/Mleczny koktajl/Ping Pong' Vasectomy Pong Burn Milkshake                | Jason Winer         | Greg Malins         | 10 grudnia 2015      | 5 kwietnia 2016     |
| 11 | 11 | 'College/Skradzione Boże Narodzenie/Mikołaj/Kolędowanie' Lice Stealing College Caroling     | Phil Traill         | Barbara Adler       | 17 grudnia 2015      | 12 kwietnia 2016    |
| 12 | 12 | 'Ugryzienie/Lot/Skrzydłowy/Bonnie' Bite Flight Wing-Man Bonnie                              | Helen Hunt          | Justin Adler        | 7 stycznia 2016      | 12 kwietnia 2016    |
| 13 | 13 | 'Siłownia/Impreza/Garaż/Homar' Party Lobster Gym Sale                                       | Ken Whittingham     | Brad Copeland       | 14 stycznia 2016     | 19 kwietnia 2016    |
| 14 | 14 | 'Testament/Śmieci/Książka/Spa' Spa Trash Will Book                                          | Jason Winer         | Kirker Butler       | 21 stycznia 2016     | 19 kwietnia 2016    |
| 15 | 15 | 'Piłka nożna/Gigi/Telewizja//Mikey' Gigi TV Soccer Mikey                                    | Lisa Statman        | Lesley Wake Webster | 4 lutego 2016        | 26 kwietnia 2016    |
| 16 | 16 | ' Tatuaż/Walentynki/Ciąża/Gitara' Tatoo Valentine Pregnant Guitar                           | Jason Winer         | Alec Sulkin         | 11 lutego 2016       | 26 kwietnia 2016    |
| 17 | 17 | 'Włosy/Recital/Tęcza/Mama' Hair Recital Rainbow Mom                                         | Ken Whittingham     | Elizabeth Tippet    | 18 lutego 2016       | 3 maja 2016         |
| 18 | 18 | ' Seksemesy/Galeria handlowa/Lemoniada/Złamane serce' Sexting Mall Lemonade Heartbreak      | Rebecca Asher       | Maggie Mull         | 25 lutego 2016       | 3 maja 2016         |
| 19 | 19 | 'Wojna/Zaraza/Głód/Śmierć' Pestilence War Famine Death                                      | Phil Traill         | Greg Malins         | 3 marca 2016         | 10 maja 2016        |
| 20 | 20 | ' Szczeniak/Kawał/Guma/Asystent' Puppy Prank Gum Assistant                                  | Chad Lowe           | Barbara Adler       | 10 marca 2016        | 10 maja 2016        |
| 21 | 21 | 'Kopciuszek/Fantazja/Bal/Dougie' Cinderalla Fantasy Prom Dougie                             | Phil Traill         | Joe Cristalli       | 31 marca 2016        | 17 maja 2016        |
| 22 | 22 | 'Łzawe melodie/Rozwód/Tablet/Obrączka' Crytunes Divorce Tablet Ring                         | Chad Lowe           | Justin Adler        | 31 marca 2016        | 17 maja 2016        |

## Sezon 2 (2016/2017)
| Nr | #  | Tytuł                                                                                   | Reżyseria        | Scenariusz                    | Premiera CBS         | Premiera FOX Comedy |
| -- | -- | --------------------------------------------------------------------------------------- | ---------------- | ----------------------------- | -------------------- | ------------------- |
| 23 | 1  | 'Anulacja/Współlokator/Pigułka/Prysznic' Annulled Roommate Pill Shower                  | Jason Winer      | Jason Alder                   | 27 października 2016 | 21 grudnia 2016     |
| 24 | 2  | 'Recepcjonistka/Trawka/Głosowanie/Ból' Receptionist Pot Voting Cramp                    | Lisa Statman     | Brad Copeland                 | 3 listopada 2016     | 21 grudnia 2016     |
| 25 | 3  | 'Brew/Darowizna/W pułapce/Klejnot' Eyebrow Anonymous Trapped Gem                        | Jason Winer      | Lesley Wake Webster           | 10 listopada 2016    | 28 grudnia 2016     |
| 26 | 4  | 'Oszczędzanie/Awans/Latanie/Urodziny' Cheap Promotion Flying Birthday                   | Alex Reid        | Dave Jesser, Matt Silverstein | 17 listopada 2016    | 7 stycznia 2017     |
| 27 | 5  | 'Kroki/Obiad/Profesor/Lesbijka' Steps Dinner Professor Lesbian                          | John Riggi       | Maggie Mull                   | 24 listopada 2016    | 14 stycznia 2017    |
| 28 | 6  | 'Boks/Opinia/Pająk/Broda' Boxing Opinion Spider Beard                                   | Jason Winer      | Lesley Wake Webster           | 1 grudnia 2016       | 21 stycznia 2017    |
| 29 | 7  | 'Rozmowa/Pływanie/Ocalały/Zen' Swim Survivor Zen Talk                                   | Jude Weng        | Joe Cristali                  | 8 grudnia 2016       | 28 stycznia 2017    |
| 28 | 8  | 'Okno/Próżność/Sukienka/Łaska' Vanity Window Dress Grace                                | Helen Hunt       | Greg Malins                   | 15 grudnia 2016      | 4 lutego 2017       |
| 29 | 9  | 'Sophia/Miesiąc miodowy/Świerszcz/Pluskwa milenijna' #TBT: Y2K Sophia Honeymoon Critter | Jason Winer      | Marcos Luevanos               | 5 stycznia 2017      | 11 lutego 2017      |
| 30 | 10 | 'Musical/Nieruchomość/Motel/Bingo' Musical Motel Property Bingo                         | Chad Lowe        | Justin Adler                  | 12 stycznia 2017     | 18 lutego 2017      |
| 33 | 11 | 'Na ogonie/Upominek/Siedzenie/Spirala' Tailgate Spiral Souvenir Seating                 | Jim Hensz        | Elizabeth Tippet              | 19 stycznia 2017     | 25 lutego 2017      |
| 34 | 12 | 'Drużba/Depilacja/Zakupy/Wynajem' Best Waxing Grocery Rental                            | Jim Hensz        | Lesley Wake Webster           | 2 lutego 2017        | 4 marca 2017        |
| 35 | 13 | 'Szefowa kuchni/Adopcja/Naszyjnik/Negocjator' Necklace Rescue Chef Negotiator           | Lisa Statman     | Barbie Alder                  | 9 lutego 2017        | 2 lipca 2017        |
| 36 | 14 | ' Facebook/Ryba/Planowanie/Kulisy' Facebook Fish Planner Backstage                      | Jaffar Mahmood   | Brad Copeland                 | 16 lutego 2017       | 2 lipca 2017        |
| 37 | 15 | 'Niezręczność/Automatyka/Stanik/Uprawnienia' Bra Automated Awkward Ordained             | Rebecca Asher    | Dave Jeser, Matt Silverstein  | 23 lutego 2017       | 16 lipca 2017       |
| 38 | 16 | 'Motor crossowy/Starość/Mechanik/Trzęsienie ziemi/' Earthquake Mechanic Old Dirtbike    | Jonathan Judge   | Greg Malins                   | 9 marca 2017         | 16 lipca 2017       |
| 39 | 17 | 'Piżama party/Sen/Światło/Mgła' Sleepover Dream Light Haze                              | Ken Whittingham  | Elizabeth Tippet              | 30 marca 2017        | 16 lipca 2017       |
| 40 | 18 | 'Ulubiona/Wzrok/Miguel/Swatka' Favorite Vision Miguel Matchmaker                        | Chris Koch       | Marcos Leuvanos               | 6 kwietnia 2017      | 16 lipca 2017       |
| 41 | 19 | 'Motyl/Kłótnia/Pilnowanie dzieci/Wynalazek' Babysit Argument Invention Butterfly        | Eric Dean Seaton | Maggie Mull                   | 13 kwietnia 2017     | 23 lipca 2017       |
| 42 | 20 | 'Ucho/Pogarda/Rejestr/Rękopis' Ear Scorn Registry Manuscript                            | Alisa Statman    | Joe Cristalli                 | 27 kwietnia 2017     | 23 lipca 2017       |
| 43 | 21 | 'Spóźnienie/Przemyt/Bezpieczeństwo/Voucher' Late Smuggling Dreambaby Voucher            | Angela Gomes     | Brad Copeland                 | 4 maja 2017          | 30 lipca 2017       |
| 44 | 22 | 'Trucizna/Pożar/Smoczki/Wszechświat' Poison Fire Teats Universe                         | Jude Weng        | Barbara Adler                 | 11 maja 2017         | 30 lipca 2017       |

## Sezon 3 (2017/2018)
| Nr | #  | Tytuł                                                                                     | Reżyseria            | Scenariusz                    | Premiera CBS      | Premiera FOX Comedy |
| -- | -- | ----------------------------------------------------------------------------------------- | -------------------- | ----------------------------- | ----------------- | ------------------- |
| 45 | 1  | 'Ugoda/Smoczek/Strych/Rozstanie' Bad Eggs Settlement Unsyncing Pacifier                   | John Riggi           | Justin Adler                  | 2 listopada 2017  | 4 marca 2018        |
| 46 | 2  | 'Króliczek/Bycie singlem/Koszmar/Picie' Bunny Single Nightmare Drinking                   | Eric Dean Stanton    | Brad Copeland                 | 9 listopada 2017  | 4 marca 2018        |
| 47 | 3  | 'Skarb/Jazda po mieście/Poker/Słuch' Treasure Ride Poker Hearing                          | Jonathan Judge       | Barbara Adler                 | 16 listopada 2017 | 11 marca 2018       |
| 48 | 4  | 'Testosteron/Męczennica/Pieczenie/Nóż' Testosterone Martyr Baked Knife                    | Jaffar Mahmood       | Lesley Wake Webster           | 23 listopada 2017 | 11 marca 2018       |
| 49 | 5  | 'Posiłek/Nocnik/Wózek/Środkowe dzieci' Meal Potty Cart Middle                             | Jonathan Judge       | Jordan Young                  | 30 listopada 2017 | 18 marca 2018       |
| 50 | 6  | 'Wafel/Pozwolenie/Bezdzietni/Chłopak' Waffle Permission Kidless Boyfriend                 | John Riggi           | Elizabeth Tippet              | 7 grudnia 2017    | 18 marca 2018       |
| 51 | 7  | 'Trzydziestopięciolatka/Nauczycielka/Ucieczka/Loteria' Thirty-Five Teacher Escape Lottery | Jaffar Mahmood       | Maggie Mull                   | 14 grudnia 2017   | 25 marca 2018       |
| 52 | 8  | 'Dwanaścioro Shortów o Bożym Narodzeniu' The Twelve Shorts of Christmas                   | Jeffrey Walker       | Joe Cristalli                 | 21 grudnia 2017   | 25 marca 2018       |
| 53 | 9  | 'Czytanie/Jajko/Pielęgniarka/Sąsiad' Reading Egg Nurse Neighbor                           | Marcus Stokes        | Dave Jeser, Matt Silverstein  | 4 stycznia 2018   | 8 kwietnia 2018     |
| 54 | 10 | 'Awaria/Wywiad/Jazda samochodem/Lunch' Emergency Interview Driving Lunch                  | Melissa Kosar        | Kyle Mack                     | 11 stycznia 2018  | 8 kwietnia 2018     |
| 55 | 11 | 'Gęś/Przyjaciółki/Aukcja/Mgła' Goose Friends Auction Fog                                  | Ken Wittingham       | Liz Hara                      | 18 stycznia 2018  | 15 kwietnia 2018    |
| 56 | 12 | 'Toaleta/Golenie/Umoczeni/Płodność' Toilet Shaving Stuck Fertility                        | Eric Dean Stanton    | Max Saltarelli                | 1 lutego 2018     | 15 kwietnia 2018    |
| 57 | 13 | 'Terapia/Oszukiwanie/Buty/Film' Therapy Cheating Shoes Movie                              | Natalia Anderson     | Brad Copeland                 | 1 marca 2018      | 22 kwietnia 2018    |
| 58 | 14 | 'Przyzwoitka/Rodzice/Kupon/Dziedzictwo' Parents Ancestry Coupon Chaperone                 | Linda Mendoza        | Barbara Adler                 | 8 marca 2018      | 22 kwietnia 2018    |
| 59 | 15 | 'Graffiti/Urocza/Biżuteria/Zastrzyki' Graffiti Cute Jewelry Shots                         | Melissa Kosar        | Jordan Young                  | 29 marca 2018     | 29 kwietnia 2018    |
| 60 | 16 | 'Konkurs piękności/Rower/Pluszaki/Suszona wołowina' Pageant Bike Animals Jerky            | Jonathan Judge       | Dave Jesser, Matt Silverstein | 5 kwietnia 2018   | 29 kwietnia 2018    |
| 61 | 17 | 'Niania/Randki/Siostra/Materac' Sitter Dating Sister Mattress                             | Alex Reid            | Elizabeth Tippet              | 12 kwietnia 2018  | 6 maja 2018         |
| 62 | 18 | 'Wynajem/Portret/Plagiat/Oszustwo' Renter Portrait Plagiarism Scam                        | Beth McCarthy-Miller | Maggie Mull                   | 19 kwietnia 2018  | 6 maja 2018         |
| 63 | 19 | 'Dom/Przeznaczenie/Zapoznanie/Emerytura' #TBT: House Destiny Introduction Retirement      | Chad Lowe            | Sarah Tapscott                | 26 kwietnia 2018  | 13 maja 2018        |
| 64 | 20 | 'Bielizna/Książka kucharska/Hazard' Lingerie Cookbook Gamble Surrogate                    | Jude Weng            | Joe Cristalli                 | 3 maja 2018       | 13 maja 2018        |
| 65 | 21 | ' Video Piercing Model Hangover                                                           | Jim Hensz            | Kyle Mack                     | 17 maja 2018      | 20 maja 2018        |
| 66 | 22 | ' Sixteen Spanish Car Leak                                                                | Justin Adler         | Justin Adler                  | 17 maja 2018      | 20 maja 2018        |

## Sezon 4 (2019)
| Nr | #  | Tytuł                                                                   | Reżyseria         | Scenariusz                     | Premiera CBS     | Premiera FOX Comedy |
| -- | -- | ----------------------------------------------------------------------- | ----------------- | ------------------------------ | ---------------- | ------------------- |
| 67 | 1  | 'Dżungla/Opieka/Kurort/Rocznica' Jungle Push Resort Anniversary         | Jonathan Judge    | Justin Adler                   | 18 kwietnia 2019 | 6 lipca 2019        |
| 68 | 2  | 'Demo/Ciąża/Operacja/Pojedynek' Demo Nosebreath Surgery Match           | Justin Adler      | Barbara Adler                  | 18 kwietnia 2019 | 6 lipca 2019        |
| 69 | 3  | 'Rekonwalescencja/Małolata/Imię/Tabletki' Misery Turd Name Pills        | Jim Hensz         | Jason Belleville               | 25 kwietnia 2019 | 13 lipca 2019       |
| 70 | 4  | 'Rozwiązanie/Wścibska/Żakiet/Zaprzeczanie' Birth Meddling Jacket Denial | Natalia Anderson  | Ilana Wernick                  | 2 maja 2019      | 13 lipca 2019       |
| 71 | 5  | 'USG/Żaba/Utrapienie/Rodzina' Sonogram Frog Rub Family                  | Linda Mendoza     | Jordan Young                   | 9 maja 2019      | 20 lipca 2019       |
| 72 | 6  | 'Zdrowienie/Dyscyplina/Wariat/Poród' Recovery Discipline Psycho Labor   | Chad Lowe         | Brad Copeland                  | 23 maja 2019     | 20 lipca 2019       |
| 73 | 7  | 'Zagubiona/Matematyka/Plastyka/Wdzięk' Lost Math Art Glam               | Melissa Kosar     | Danielle Hoover, David Monahan | 30 maja 2019     | 27 lipca 2019       |
| 74 | 8  | 'Wiadomość/Cyrk/Najście/Talenty' X Box Glimpse Spotlight                | Natalia Anderson  | Nadiya Chettiar                | 6 czerwca 2019   | 27 lipca 2019       |
| 75 | 9  | 'Cztery baśnie rodziny Shortów' Four Short Fairy Tales                  | Eric Dean Stanton | Joe Cristalli                  | 13 czerwca 2019  | 3 sierpnia 2019     |
| 76 | 10 | 'List/Obietnica/Dorosły/Siedemdziesiątka' Letter Promise Adult Seventy  | Jay Karas         | Kyle Mack                      | 20 czerwca 2019  | 3 sierpnia 2019     |
| 77 | 11 | 'Czystość/Pióra/Babcia/Chłopaki' Clean Pens Grandma Guys                | Natalia Anderson  | Max Saltarelli                 | 20 czerwca 2019  | 10 sierpnia 2019    |
| 78 | 12 | 'Kabina/Bohater/Akcja/Syn' Cabana Hero Action Son                       | Justin Adler      | Justin Adler                   | 27 czerwca 2019  | 10 sierpnia 2019    |
| 79 | 13 | 'Odwrotność/Ciężar/Dzielnica/Niemcy' Reverse Burden District Germany    | Alex Reid         | Barbie Adler                   | 27 czerwca 2019  | 17 sierpnia 2019    |